# Gustavo I di Svezia
Gustavo I Vasa (in svedese Gustav I Eriksson Vasa; Stoccolma, 12 maggio 1496 – Stoccolma, 29 settembre 1560) era figlio di Erik Johansson Vasa e Cecilia Månsdotter (Eka). Fu il primo monarca svedese appartenente alla nobile dinastia dei Vasa dal 1523 ma già in precedenza si era autoproclamato "protettore del reame" (Rikshövitsman) dal 1521, durante la Guerra di liberazione svedese contro re Cristiano II di Danimarca, Norvegia e Svezia.
Inizialmente di basso rango, Gustavo ascese al trono con sanguinosi eventi tra cui la morte violenta del padre, che portò poi alla sua elezione a re il 6 giugno 1523 (attualmente festa nazionale in Svezia). La sua entrata trionfale a Stoccolma undici giorni dopo segnò in maniera definitiva la fine in Svezia delle monarchie elettive medievali come l'Unione di Kalmar, che aveva unito le nazioni scandinave sin dal 1397, e diede inizio a una monarchia ereditaria sotto la guida della casata dei Vasa.
Personalità enigmatica, Gustavo I venne acclamato come il liberatore della patria contro i danesi ma venne considerato anche un monarca tirannico e dispotico, in grado di reprimere brutalmente le rivolte di Dalarna, di Västra Götaland e di Småland. Gustavo alzò le tasse, pose fine al feudalesimo e portò avanti la riforma in Svezia, nominando personalmente vescovi e governatori locali. I suoi 37 anni di regno videro una completa rottura non solo con la supremazia danese nell'Unione ma anche nei confronti della chiesa cattolica romana, i cui beni in Svezia vennero nazionalizzati con la fondazione della Chiesa Luterana di Svezia che Gustavo pose sotto il proprio diretto controllo. Egli fu il primo vero sovrano aristocratico nato in Svezia da genitori svedesi e fu sotto questo aspetto un dotato propagandista e burocrate.
Successivamente Gustavo I venne etichettato come il "padre della nazione" per il suo grande contributo alla Svezia. Gustavo del resto amava compararsi a Mosè, in quanto egli riteneva di avere letteralmente liberato il suo popolo donandogli uno Stato sovrano. Come persona, Gustavo era noto per i metodi rudi e per il cattivo temperamento, ma anche per la sua passione per la musica e il suo ruolo come politico. Egli fondò inoltre una delle più antiche orchestre d'Europa, la Kungliga Hovkapellet (Orchestra Reale di Corte), composta da dodici musicisti con diversi strumenti a fiato e a percussione, ma nessuno con strumenti a corde.

## Biografia

### I primi anni
Gustav Eriksson, figlio di Cecilia Månsdotter Eka e di Erik Johansson Vasa, nacque probabilmente nel 1496. Il luogo di nascita fu presumibilmente il Castello di Rydboholm, a nord-est di Stoccolma, il castello di residenza di suo padre, Erik. Il neonato prese il nome di Gustavo dal nonno di Erik, Gustav Anudsson Vasa.
I genitori di Erik Johansson erano Johan Kristersson e Birgitta Gustafsdotter rispettivamente membri delle dinastie Vasa e Sture, entrambe esponenti dell'alta nobiltà svedese. Birgitta Gustafsdotter era la sorella di Sten Sture il Vecchio, reggente di Svezia. Erik, come parente e alleato dello zio, ereditò lo status di reggente dell'Uppland e del Södermanland quando quest'ultimo morì nel 1503.
Secondo le ricerche genealogiche condotte dagli storici Birgitta Gustafsdotter e Sten Sture (e di conseguenza anche Gustavo) erano discendenti del re Sverker II di Svezia, attraverso la nipote del re Sverker, Benedikte Sunesdotter (che aveva sposato Svantepolk Knutsson, figlio del duca di Reval).

### La resistenza alla Danimarca

#### Il supporto al partito degli Sture
Fin dalla fine del XIV secolo la Svezia era stata parte dell'Unione di Kalmar con Danimarca e Norvegia. La dominazione danese in quest'unione aveva portato a numerose rivolte in Svezia. Durante l'infanzia di Gustavo una parte della nobiltà svedese aveva tentato già di rendere indipendente la Svezia. Gustavo e suo padre Erik supportarono il partito di Sten Sture il Giovane, reggente di Svezia dal 1512, e le sue guerre contro il re danese Cristiano III. Dopo la Battaglia di Brännkyrka nel 1518, dove le truppe di Sten Sture batterono le forze danesi, venne stabilito che re Cristiano e Sten Sture si sarebbero incontrati a Österhaninge per discutere dei possibili negoziati. Per garantire la salvezza del re, gli svedesi dovettero inviare in Danimarca sei aristocratici in ostaggio sin quando i negoziati non si fossero conclusi. Cristiano si rifiutò di negoziare e per di più violò gli accordi portando con sé a Copenaghen gli ostaggi. I sei ostaggi rapiti erano Hemming Gadh, Lars Siggesson (Sparre), Jöran Siggesson (Sparre), Olof Ryning, Bengt Nilsson (Färla) e Gustav Eriksson (Gustavo Vasa). Gustavo venne tratto in prigionia ma venne trattato molto bene dai danesi dopo che gli venne fatto giurare di non scappare. Una ragione per questo trattamento di favore è da ricercarsi nel fatto che re Cristiano di Danimarca sperava di riuscire a convincere i sei uomini a schierarsi con lui, di modo da rivoltare la nobiltà contro Sten Sture. Questa strategia si dimostrò un successo con tutti gli uomini a eccezione di Gustavo, il quale rimase fedele al partito di Sture.

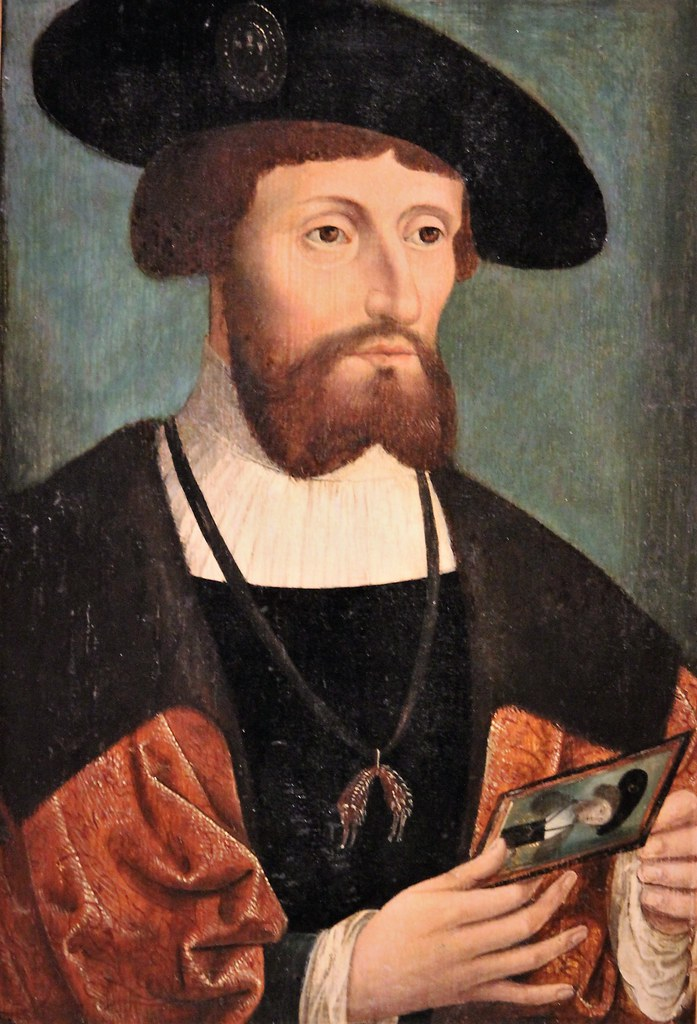
Cristiano II, il principale antagonista di Gustavo I

Nel 1519 Gustav Eriksson fuggì dalla fortezza di Kalø e si recò nella città anseatica di Lubecca dove giunse il 30 settembre. Come riuscì a fuggire non è certo, ma secondo la leggenda fuggì nascosto in un carro di buoi, dal momento che poi egli ebbe il soprannome di "re coda di bue" e "Gustavo cul di vacca", soprannomi che personalmente non apprezzava, arrivando al punto di condannare a morte chi li avesse adoperati.
Mentre si trovava a Lubecca, Gustavo ebbe modo di conoscere gli sviluppi delle azioni del suo partito in Svezia. Mentre si trovava in città, Cristiano II mobilitò un attacco alla Svezia per cercare di fiaccare il potere di Sten Sture e dei suoi sostenitori. Nel 1520 le forze del re Cristiano trionfarono e Sten Sture morì a marzo di quello stesso anno, sebbene molte delle piazzeforti svedesi tra cui la capitale Stoccolma, continuarono a resistere ai danesi. Gustavo lasciò quindi Lubecca con una nave e sbarcò a sud di Kalmar il 31 maggio 1520.
Secondo le fonti più autorevoli Gustavo sarebbe rimasto inattivo per i primi mesi del suo ritorno sul suolo svedese, mentre secondo altre fonti egli sarebbe stato identificato e avrebbe addirittura ricevuto un invito per l'incoronazione del re Cristiano di Svezia che ebbe luogo quando venne catturata Stoccolma nel novembre di quell'anno. Sebbene re Cristiano avesse promulgato l'amnistia per tutti i suoi nemici politici del partito Sture, Gustav Eriksson non si fidava del re danese che infatti, dopo quattro giorni di bagordi e di festa, fece rinchiudere tutti gli oppositori nel suo castello per poi giustiziarli il giorno successivo nel Bagno di sangue di Stoccolma ove 100 persone vennero uccise nella Stortorget, tra cui il padre di Gustav, Erik Johnasson e suo nipote, Joakim Brahe. Gustavo a quel tempo risiedeva stabilmente a Räfsnäs non lontano dal Castello di Gripsholm.

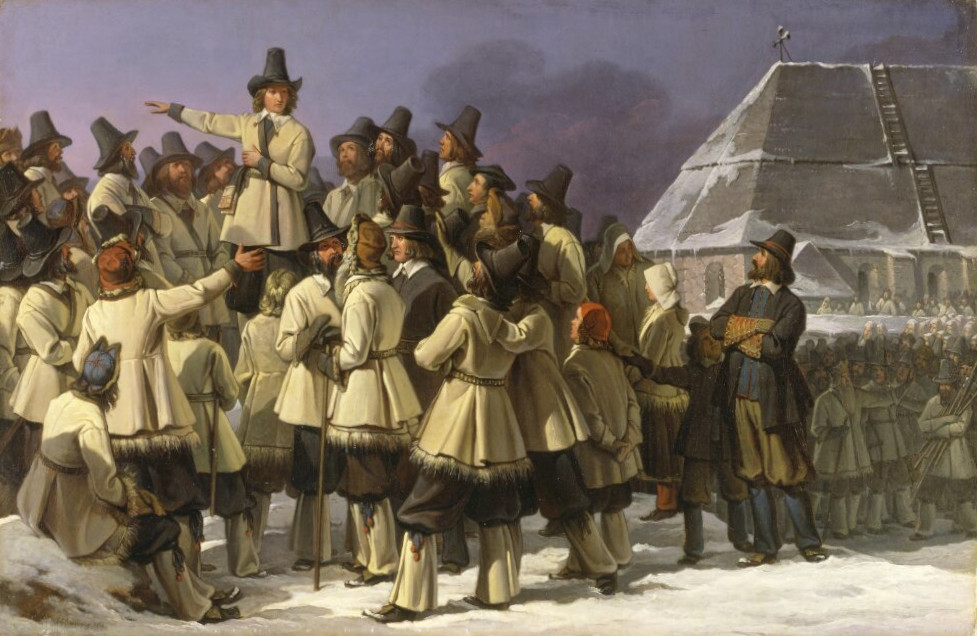
Gustav Eriksson raccoglie uomini da Dalarna verso Mora. Dipinto di Johan Gustaf Sandberg.

#### A Dalarna
Gustav Eriksson aveva ragione di temere per la sua vita e pertanto lasciò Räfsnäs. Egli viaggiò nella provincia di Dalarna, nella parte nord-ovest della Svezia. Ciò che accadde in questo periodo ci viene tramandato dalla cronaca di Peder Svart, il quale scrisse una biografia fortemente celebrativa di Gustav Eriksson. Le avventure di Gustavo a Dalarna possono essere indicate come parte del patrimonio culturale letterario svedese, ma non possono essere verificate pedissequamente a livello storico. Si pensa che egli avesse raggiunto questa regione per ottenere nuove truppe dai contadini della provincia, ma inizialmente la sua azione ebbe poco successo. Avendo fallito in questo compito e braccato dagli uomini di Cristiano II, a Gustavo non restò altra scelta che spostarsi in Norvegia. Mentre si trovava in viaggio da Mora attraverso Lima per raggiungere la Norvegia, il popolo locale decise però di abbracciare la sua causa convincendolo a riprendere i combattimenti.

### La guerra di liberazione svedese
Gustav Eriksson venne nominato hövitsman, vedendo crescere sempre più le sue forze. Nel febbraio del 1520 esse consistevano di quattrocento uomini, gran parte dell'area del lago Siljan. Il primo significativo scontro della Guerra di liberazione svedese che aveva ora inizio, ebbe luogo nell'aprile di quell'anno presso Brunnbäck, dove i ribelli sconfissero le locali armate del re. Né in questa battaglia né in quelle successive della guerra, Gustavo prese parte direttamente alle operazioni militari sul campo, lasciando ampio spazio di manovra ai ribelli stessi. Altre parti della Svezia come per esempio le province il Götaland e le province di Småland e Västergötland, videro altre ribellioni in atto. Gli esponenti dell'aristocrazia del Götaland abbracciarono la causa di Gustav Eriksson e a Vadstena nell'agosto di quell'anno lo proclamarono reggente di Svezia.
L'elezione di Gustav Eriksson a reggente e il suo riconoscimento anche da parte di eminenti personalità che pure sostenevano la causa di Cristiano II, cambiò le carte in tavola in maniera definitiva. Molti degli uomini rimasti fedeli al re di Danimarca, scelsero di lasciare la Svezia, altri vennero uccisi. Come risultato il Consiglio Privato di Svezia perse i propri membri che vennero rimpiazzati dai sostenitori di fiducia di Gustav Eriksson. Gran parte delle città e dei castelli fortificati del paese vennero conquistati dai ribelli di Gustavo, ma le fortezze più importanti tra cui la capitale Stoccolma continuarono a resistere sotto il controllo danese. Nel 1522, dopo alcuni negoziati tra il popolo di Gustav Eriksson e Lubecca, la città anseatica decise di aderire alla guerra contro la Danimarca che minava la prosperità dei suoi commerci. Nell'inverno del 1523 le forze accoppiate attaccarono le aree della Scania, dell'Halland, di Blekinge e di Bohuslän. Durante l'inverno di quell'anno, Cristiano II venne detronizzato e rimpiazzato da Federico I. Il nuovo re pretese apertamente la restituzione del trono svedese e pensava così facendo che anche Lubecca avrebbe abbandonato la causa dei ribelli svedesi. La città tedesca però, preferendo una Svezia indipendente piuttosto che una più potente Unione di Kalmar guidata dalla Danimarca, mosse a proprio vantaggio la guerra e fece pressione sui ribelli. La città chiese in cambio di aiuti nella guerra, un futuro commercio privilegiato con il governo svedese. Il Consiglio Privato di Gustav Eriksson sapeva che il supporto proveniente da Lubecca si sarebbe dimostrato cruciale. Come risposta, il consiglio decise di nominare Gustav Eriksson re.

#### L'elezione a re

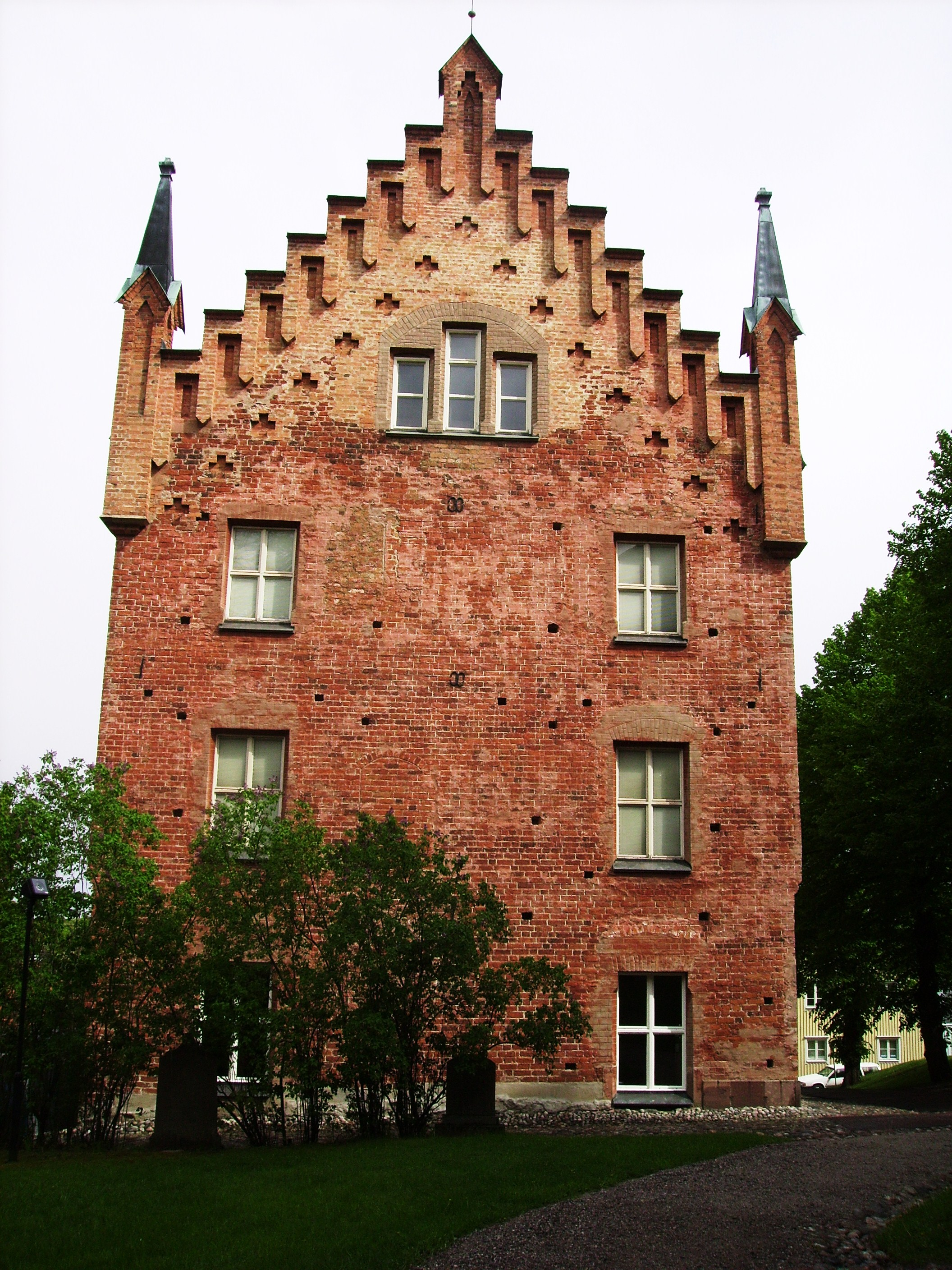
Roggeborgen a Strängnäs fu il centro nodale nel corso degli eventi che portarono all'elezione di Gustav Eriksson a re di Svezia.

L'elezione cerimoniale del reggente Gustav Eriksson a re di Svezia fu possibile quando i membri principali dell'aristocrazia si ritrovarono a Strängnäs nel giugno del 1523. Quando i consiglieri di Svezia ebbero prescelto Gustavo a re, egli volle incontrarsi anche con due rappresentanti della città di Lubecca, i quali supportarono la sua elezione senza esitazione e anzi osannarono tale atto come voluto da Dio. In un successivo incontro con il consiglio, Gustavo annunciò di aver accettato questa proposta di elezione e poco dopo si svolse quindi la cerimonia ufficiale, guidata dal diacono di Strängnäs, Laurentius Andreae. Il giorno successivo, vescovi e sacerdoti svedesi incontrarono Gustavo a Roggeborgen e lo condussero alla Cattedrale di Strängnäs ove il re sedette nel coro affiancato dai suoi consiglieri e dai rappresentanti di Lubecca, oltre a molti altri. Dopo il canto del "Te Deum", Laurentius Andreae proclamò ufficialmente Gustav Eriksson re di Svezia. Gustavo non era ancora stato incoronato.

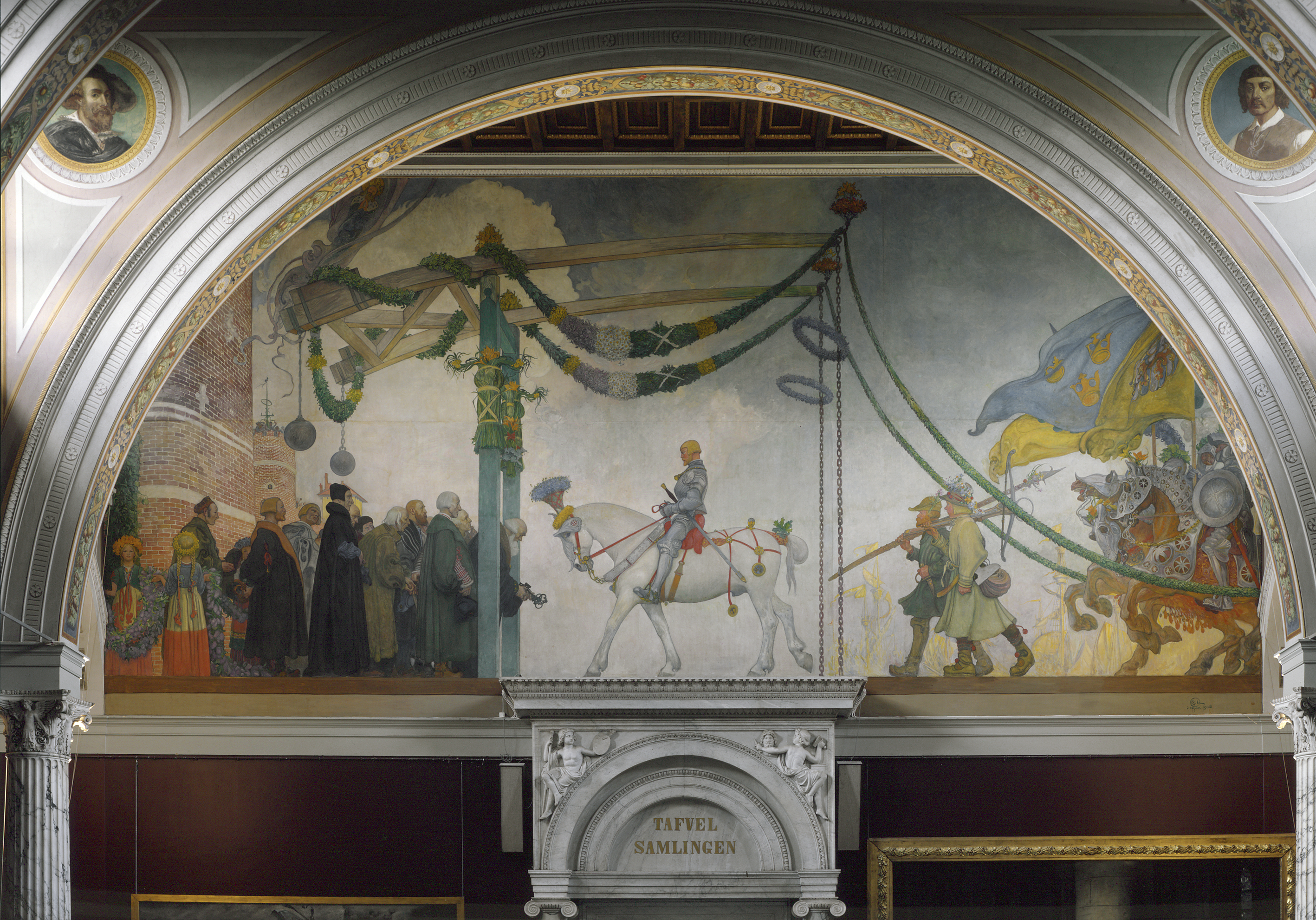
L'entrata di re Gustavo Vasa di Svezia a Stoccolma nel 1523, dipinto ottocentesco di Carl Larsson.

#### La presa di Stoccolma
Poco dopo gli eventi del 1523 a Strängnäs, venne inviata una lettera patente a Lubecca e alle città della lega anseatica, le quali potevano liberamente commerciare con la Svezia. L'accordo, predisposto dai negoziatori di Lubecca, venne siglato con i difensori danesi a Stoccolma. Il 17 giugno i ribelli entrarono nella capitale. A metà estate di quello stesso anno, re Gustavo entrò dalla Stockholm con una grande cerimonia e furor di popolo, prendendo possesso ufficialmente della città. Le celebrazioni che seguirono, tra cui una messa di ringraziamento nella Storkyrkan (conosciuta anche con il nome di Cattedrale di Stoccolma) venne presieduta da Peder Jakobsson. Gustavo poté quindi essere ufficialmente incoronato e installarsi nel castello Tre Kronor nella capitale.

#### La fine della guerra
I balivi locali, leali al vecchio re Cristiano di Danimarca, continuavano a detenere il dominio sui loro castelli in Finlandia, a quel tempo parte della Svezia. Durante l'estate della sua incoronazione e la fine del 1523 Gustavo riuscì a farli arrendere tutti alla sua autorità. L'anno successivo, il 24 agosto 1524, Gustavo giunse a Malmö per raggiungere un accordo con la Danimarca e il suo re Federico. Il Trattato di Malmö (in svedese: Malmö recess) ebbe effetti positivi e negativi da ambo le parti. Il trattato prevedeva comunque che la Danimarca-Norvegia riconoscesse l'indipendenza della Svezia (lasciando a Gustavo la prospettiva della futura conquista delle province di Gotland e Blekinge). Il trattato pose fine alla Guerra di liberazione svedese.

### Il regno

#### Le riforme religiose

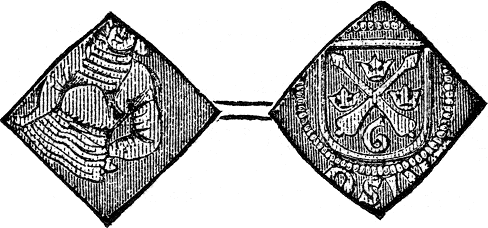
Un klipping, una moneta coniata da Gustavo I nel 1521/1522. Su di un lato si vede un busto maschile in armi. Sull'altro si trovano tre corone e frecce, con l'iscrizione: ERI[KS]SO[N

Dopo che Gustavo ebbe raggiunto il potere, l'arcivescovo Gustav Trolle, che sino a quell'epoca aveva ricoperto un incarico simile a quello di cancelliere, venne esiliato dal paese. Gustavo inviò un messaggio a papa Clemente VII chiedendogli di accettare un nuovo vescovo da lui prescelto: Johannes Magnus.
Il papa rispose a questa decisione domandando il perché dell'espulsione immotivata dell'arcivescovo Gustav Trolle e richiedendo che il re reintegrasse il vescovo nei suoi incarichi, tuttavia l'arcivescovo era sentito come profondamente legato al governo danese, il che, nell'ottica di Gustavo I, era inaccettabile.
Il re rispose al papa dichiarando di non poter acconsentire alla sua richiesta. Da parte sua il papa non volle accettare la richiesta della nomina di un nuovo arcivescovo. Nel medesimo tempo, incidentalmente e per ragioni differenti, vi erano in Svezia altre quattro sedi episcopali senza vescovo e il re chiese ancora al papa un'approvazione dei candidati da lui prescelti, ma il papa ne accettò solo uno. La questione relativa al cancelliere rimaneva in sospeso e nel 1531 Gustavo I, sotto l'influenza del teologo Olaus Petri, nominò un nuovo arcivescovo nella persona del fratello di Olaus stesso, Laurentius Petri. Con questo atto reale, il papa perse ogni influenza sulla chiesa svedese.
Negli anni venti del Cinquecento i fratelli Petri promossero una vera e propria campagna per l'introduzione del luteranesimo in Svezia e questo accadde gradualmente tramite alcune azioni tipiche del protestantesimo tra cui il matrimonio di Olaus Petri - già consacrato sacerdote - e la pubblicazione di molti suoi testi ispirati alle idee luterane. Nel 1526 venne inoltre pubblicata una traduzione del Vecchio Testamento in svedese. Dopo la riforma, venne pubblicata una nuova traduzione nel periodo 1540–41, chiamata Bibbia di Gustavo Vasa. La conoscenza del greco e dell'ebraico presso il clero svedese non era sufficiente per una corretta traduzione dalle fonti originali; il lavoro si ispirò dunque alla traduzione di Martin Lutero del 1534.
La rottura con la Chiesa cattolica da parte di Gustavo I è simile a quanto nel medesimo periodo fece Enrico VIII d'Inghilterra. Nel 1527 il re confiscò i beni ecclesiastici e si fece riconoscere dalla Dieta svedese capo della Chiesa nazionale.

#### Le riforme interne

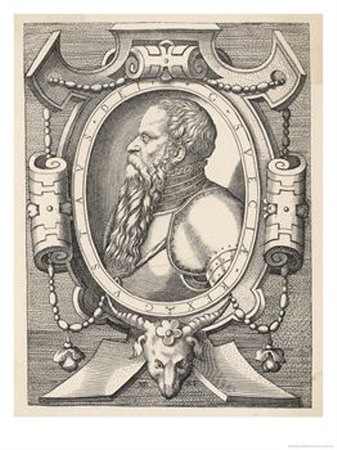
Gustavo I in un'incisione di Martin Rota

In campo nazionale Gustavo I divenne quasi un monarca assoluto, in quanto sempre maggiore potere si andava accumulando nelle sue mani. La Dieta dovette riconoscerne, nel 1544, la successione dinastica: la monarchia svedese si trasformò così da elettiva a ereditaria. Iniziava il governo dei Vasa sulla Svezia, dinastia che avrebbe fatto della Svezia una potenza europea.
Gustavo incontrò resistenza al suo governo in diverse aree del paese. La popolazione della Dalarna si ribellarono tre volte nei primi dieci anni del governo di Gustavo, in quanto accusavano il re di essersi scagliato troppo violentemente contro i sostenitori dei danesi, oltre a essere restii all'introduzione del protestantesimo.
La popolazione della Småland si ribellò nel 1543 e inizialmente mise in difficoltà Gustavo nella densa foresta dell'area, ma Gustavo I riuscì poi a prevalere grazie all'apporto delle truppe nazionali e di alcuni mercenari tedeschi.
Il capo dei ribelli, Nils Dacke, venne visto come un traditore della nazione, dal momento che egli si era più volte opposto allo stesso re accusandolo di aver requisito le campane delle chiese e le dotazioni delle stesse per fonderli e trarne guadagno personale, il che gli consentì di disporre di un considerevole successo militare per diversi mesi. Le note storiche a tal proposito dicono che durante l'ultima grande battaglia tra l'esercito svedese e i ribelli dell'area, Decke fosse stato ferito gravemente a entrambe le gambe e che poi sarebbe morto a causa di un'infezione. Altre fonti invece vogliono Nils Dacke catturato, impiccato e squartato come voleva la pena per i traditori; altri invece riportano che egli sia stato ridotto allo stato di fuorilegge dopo essersi ripreso dalle ferite e che venne ucciso mentre tentava di scappare tra i boschi al confine tra la Småland e la Blekinge danese. Secondo la fonte ufficiale svedese dopo lo squartamento le varie parti del suo corpo vennero mostrate in diverse parti della Svezia come monito per i futuri traditori e la sua testa venne esposta a Kalmar. Nella Småland egli oggi è un personaggio mitico e la sua figura è molto somigliante a quella di Robin Hood in Inghilterra.

#### Le riforme navali
Riguardo alle riforme in campo navale, è da ricordare, inoltre, che il 7 giugno 1522 Gustavo I di Svezia fondò la Svenska marinen, la Marina svedese.

#### Le spedizioni militari
Tra gli ambiziosi progetti di Gustavo rientrava il predominio sul mar Baltico.
La Svezia era costretta a pagare dazi ai danesi e agli olandesi per il passaggio nel mare aperto. L'obiettivo di Gustavo fu di aprirsi uno sbocco sull'oceano Atlantico e di ottenere il predominio sull'intera Scandinavia. Le guerre contro Ivan IV di Russia e contro la Polonia estesero i confini della Svezia fino alla Finlandia. Fu durante tale campagna che venne fondata Helsinki.
Il matrimonio del figlio Giovanni con Caterina Jagellone di Polonia avrebbe permesso, in seguito, l'unione personale delle due corone svedese e polacca.

### Gli ultimi anni

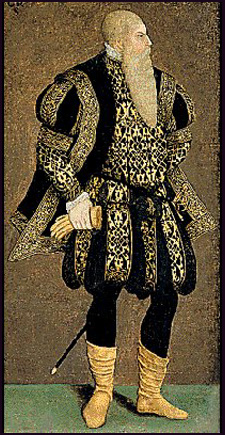
Gustav Eriksson Vasa in età avanzata

Sul finire degli anni cinquanta del Cinquecento la salute di Gustavo I iniziò a declinare. Quando nel 1945 la sua tomba venne aperta per eseguire degli studi circa le cause della sua morte, venne rivelato che soffriva di infezioni croniche a una gamba.
Nel suo ultimo discorso del 1560 ai cancellieri, ai suoi figli e ad altri aristocratici svedesi, egli li incoraggiò a rimanere uniti e a mantenere l'indipendenza della Svezia. Il 29 settembre 1560 Gustavo I morì e venne sepolto (assieme a tre delle mogli) nella Cattedrale di Uppsala.

## Matrimoni e discendenza
Gustavo sposò nel 1531, in prime nozze, Caterina di Sassonia-Lauenburg (1513-1535), dalla quale ebbe un figlio:
- Eric (1533 – 1577), re di Svezia dal 1560 al 1568 con il nome di Eric XIV, fu detronizzato dal fratellastro Giovanni;

Nel 1536 Gustavo, rimasto vedovo, sposò
- Margherita Leijonhufvud (1516 – 1551) dalla quale ebbe:
  - Giovanni (1537 – 1592), re di Svezia dal 1568 fino alla morte, succedendo al fratello Eric;
  - Caterina (1539 – 1610), andata sposa al conte Edzard I della Frisia orientale (1532 – 1599);
  - Cecilia (1540 – 1627), andata sposa nel 1564 al margravio Cristoforo II di Baden-Rodemachern (1537 – 1575);
  - Magnus (1542 – 1595), duca di Östergötland,
  - Carl (1544), morto poco dopo la nascita;
  - Anna Maria (1545 – 1610), andata sposa al conte Giorgio Giovanni I del Palatinato- Veldenz (1543 – 1592);
  - Sten (1546 – 1549), principe di Svezia;
  - Sofia Vasa (1547 – 1611), andata sposa a Magnus II, duca di Sassonia-Lauenburg (1543 – 1603);
  - Elisabetta (1549 – 1597), andata sposa al duca Cristoforo di Meclemburgo (1537 – 1592);
  - Carlo (1550 – 1611), reggente di Svezia dal 1599 al 1604 e re dal 1604 fino alla morte.

Nel 1552, rimasto vedovo, sposò
- Caterina Stenbock (1535 – 1621), da cui non ebbe figli.

## Ascendenza
|                              |                    |                                  | Genitori        |  |  | Nonni |  |  | Bisnonni             |  |  | Trisnonni    |  |
|                              |                    |                                  |                 |  |  |       |  |  | Krister Nilsson Vasa |  |  | Nilsson Vasa |  |
|                              |                    |                                  |                 |  |  |       |  |  | Krister Nilsson Vasa |  |  | Nilsson Vasa |  |
|                              |                    | …                                |                 |  |  |       |  |  | Krister Nilsson Vasa |  |  |              |  |
| Johan Kristersson Vasa       |                    |                                  |                 |  |  |       |  |  | Krister Nilsson Vasa |  |  |              |  |
|                              |                    | Margareta Eriksdotter Krummedige | Erik Krummedige |  |  |       |  |  |                      |  |  |              |  |
|                              |                    | Margareta Eriksdotter Krummedige | Erik Krummedige |  |  |       |  |  |                      |  |  |              |  |
|                              |                    | Margareta Eriksdotter Krummedige | …               |  |  |       |  |  |                      |  |  |              |  |
| Erik Johansson Vasa          |                    | Margareta Eriksdotter Krummedige |                 |  |  |       |  |  |                      |  |  |              |  |
|                              |                    | Gustav Anundsson Sture           | Anud Sture      |  |  |       |  |  |                      |  |  |              |  |
|                              |                    | Gustav Anundsson Sture           | Anud Sture      |  |  |       |  |  |                      |  |  |              |  |
|                              |                    | Gustav Anundsson Sture           | …               |  |  |       |  |  |                      |  |  |              |  |
| Birgitta Gustafsdotter Sture |                    | Gustav Anundsson Sture           |                 |  |  |       |  |  |                      |  |  |              |  |
|                              |                    | Birgitta Stensdotter Bielke      | Sten Bielke     |  |  |       |  |  |                      |  |  |              |  |
|                              |                    | Birgitta Stensdotter Bielke      | Sten Bielke     |  |  |       |  |  |                      |  |  |              |  |
|                              |                    | Birgitta Stensdotter Bielke      | …               |  |  |       |  |  |                      |  |  |              |  |
| Gustavo I                    |                    | Birgitta Stensdotter Bielke      |                 |  |  |       |  |  |                      |  |  |              |  |
|                              | Karl Magnusson Eka | Magnus Eka                       |                 |  |  |       |  |  |                      |  |  |              |  |
|                              | Karl Magnusson Eka | Magnus Eka                       |                 |  |  |       |  |  |                      |  |  |              |  |
|                              | Karl Magnusson Eka | …                                |                 |  |  |       |  |  |                      |  |  |              |  |
| Måns Karlsson Eka            | Karl Magnusson Eka |                                  |                 |  |  |       |  |  |                      |  |  |              |  |
|                              |                    | Birgitta Arentsdotter Pinnow     | Arent Pinnow    |  |  |       |  |  |                      |  |  |              |  |
|                              |                    | Birgitta Arentsdotter Pinnow     | Arent Pinnow    |  |  |       |  |  |                      |  |  |              |  |
|                              |                    | Birgitta Arentsdotter Pinnow     | …               |  |  |       |  |  |                      |  |  |              |  |
| Cecilia Månsdotter Eka       |                    | Birgitta Arentsdotter Pinnow     |                 |  |  |       |  |  |                      |  |  |              |  |
|                              |                    | Eskil Isaksson Banér             | Isak Banér      |  |  |       |  |  |                      |  |  |              |  |
|                              |                    | Eskil Isaksson Banér             | Isak Banér      |  |  |       |  |  |                      |  |  |              |  |
|                              |                    | Eskil Isaksson Banér             | …               |  |  |       |  |  |                      |  |  |              |  |
| Sigrid Eskilsdotter Banér    |                    | Eskil Isaksson Banér             |                 |  |  |       |  |  |                      |  |  |              |  |
|                              |                    | Cecilia Haraldsdotter Gren       | Harald Gren     |  |  |       |  |  |                      |  |  |              |  |
|                              |                    | Cecilia Haraldsdotter Gren       | Harald Gren     |  |  |       |  |  |                      |  |  |              |  |
|                              |                    | Cecilia Haraldsdotter Gren       | …               |  |  |       |  |  |                      |  |  |              |  |
|                              |                    | Cecilia Haraldsdotter Gren       |                 |  |  |       |  |  |                      |  |  |              |  |